# Чемпіонат СРСР з футболу 1965 (клас «А», перша група)
Сезон 1965 року у першій групі класу «А» чемпіонату СРСР з футболу — 27-й в історії турнір у вищому дивізіоні футбольної першості Радянського Союзу. Тривав з 15 квітня по 20 листопада 1965 року. Участь у змаганні узяли 17 команд.
Переможцем сезону стала команда «Торпедо» (Москва), для якої ця перемога у чемпіонаті стала другою в історії.
За підсумками сезону планувалося скорочення дивізіону до 15 учасників: з першої групи класу «А» вибували три команди, з другої групи підвищувалась одна. Проте, в день проведення матчу між єреванським «Араратом» та алматинським «Кайратом», які розігрували муж собою путівку у вищий дивізіон, було оголошено, що обидва клуби підвищуються в класі. А у лютому 1966 Президіум Центральної Ради спортивних товариств і організацій ухвалив рішення про те, що й три останні клуби першої групи класу «А» — «Локомотив» (Москва), «Торпедо» (Кутаїсі) та СКА (Одеса) — залишаються у вищому дивізіоні.
| Чемпіон СРСР 1965            |
| ---------------------------- |
| «Торпедо» (Москва) 2-й титул |

## Підсумкова таблиця
| М  | Команда                | І  | В  | Н  | П  | М     | О  |
| -- | ---------------------- | -- | -- | -- | -- | ----- | -- |
|    | «Торпедо» (Москва)     | 32 | 22 | 7  | 3  | 55-21 | 51 |
|    | «Динамо» (Київ)        | 32 | 22 | 6  | 4  | 58-22 | 50 |
|    | ЦСКА (Москва)          | 32 | 14 | 10 | 8  | 38-24 | 38 |
| 4  | «Динамо» (Мінськ)      | 32 | 14 | 9  | 9  | 37-27 | 37 |
| 5  | «Динамо» (Москва)      | 32 | 11 | 14 | 7  | 38-24 | 36 |
| 6  | «Динамо» (Тбілісі)     | 32 | 12 | 12 | 8  | 37-30 | 36 |
| 7  | СКА (Ростов-на-Дону)   | 32 | 10 | 14 | 8  | 42-35 | 34 |
| 8  | «Спартак» (Москва)     | 32 | 10 | 12 | 10 | 28-26 | 32 |
| 9  | «Зеніт» (Ленінград)    | 32 | 10 | 12 | 10 | 32-32 | 32 |
| 10 | «Пахтакор» (Ташкент)   | 32 | 10 | 12 | 10 | 34-40 | 32 |
| 11 | «Нафтовик» (Баку)      | 32 | 11 | 8  | 13 | 32-33 | 30 |
| 12 | «Шахтар» (Донецьк)     | 32 | 7  | 14 | 11 | 29-34 | 28 |
| 13 | «Крила Рад» (Куйбишев) | 32 | 9  | 9  | 14 | 34-44 | 27 |
| 14 | «Чорноморець» (Одеса)  | 32 | 9  | 8  | 15 | 35-43 | 26 |
| 15 | «Локомотив» (Москва)   | 32 | 8  | 8  | 16 | 37-48 | 24 |
| 16 | «Торпедо» (Кутаїсі)    | 32 | 8  | 3  | 21 | 29-69 | 19 |
| 17 | СКА (Одеса)            | 32 | 3  | 6  | 23 | 22-65 | 12 |

## Бомбардири
| М | Гравець              | Команда       | Голи |
| - | -------------------- | ------------- | ---- |
| 1 | Олег Копаєв          | СКА Р/Д       | 18   |
| 2 | Едуард Малофєєв      | «Динамо» Мн   | 17   |
| 3 | Борис Казаков        | ЦСКА          | 15   |
| 4 | Лев Горшков          | «Локомотив»   | 13   |
|   | Геннадій Красницький | «Пахтакор»    | 13   |
| 6 | Едуард Стрєльцов     | «Торпедо» М   | 12   |
| 7 | Михайло Мустигін     | «Динамо» Мн   | 11   |
|   | Віктор Серебряников  | «Динамо» К    | 11   |
| 9 | Андрій Біба          | «Динамо» К    | 10   |
|   | Джумбер Хажалія      | «Торпедо» Кт  | 10   |
|   | Віталій Хмельницький | «Динамо» К    | 10   |
|   | Валерій Лобановський | «Чорноморець» | 10   |
|   | Едуард Маркаров      | «Нафтовик»    | 10   |
|   | Іштван Секеч         | СКА Од        | 10   |